# Колдстрім (Кентуккі)
Колдстрім (англ. Coldstream) — місто (англ. city) в США, в окрузі Джефферсон штату Кентуккі. Населення — 1295 осіб (2020).

## Географія
Колдстрім розташований за координатами 38°18′49″ пн. ш. 85°31′32″ зх. д. / 38.31361° пн. ш. 85.52556° зх. д. (38.313718, -85.525575).  За даними Бюро перепису населення США в 2010 році місто мало площу 0,57 км², з яких 0,57 км² — суходіл та 0,00 км² — водойми.

## Демографія
Згідно з переписом 2010 року, у місті мешкало 1100 осіб у 419 домогосподарствах у складі 315 родин. Густота населення становила 1927 осіб/км².  Було 432 помешкання (757/км²).
Расовий склад населення:
| - 62,4 % — білих - 29,4 % — чорних або афроамериканців - 4,5 % — азіатів - 0,1 % — корінних американців - 1,0 % — осіб інших рас |

До двох чи більше рас належало 2,7 %. Частка іспаномовних становила 4,0 % від усіх жителів.
За віковим діапазоном населення розподілялося таким чином: 26,4 % — особи молодші 18 років, 69,3 % — особи у віці 18—64 років, 4,3 % — особи у віці 65 років та старші. Медіана віку мешканця становила 34,7 року. На 100 осіб жіночої статі у місті припадало 92,3 чоловіків;  на 100 жінок у віці від 18 років та старших — 87,5 чоловіків також старших 18 років.
Середній дохід на одне домашнє господарство  становив 97 378 доларів США (медіана — 82 443), а середній дохід на одну сім'ю — 99 038 доларів (медіана — 87 708). Медіана доходів становила 56 709 доларів для чоловіків та 40 000 доларів для жінок. За межею бідності перебувало 2,7 % осіб, у тому числі 5,3 % дітей у віці до 18 років та 0,0 % осіб у віці 65 років та старших.
Цивільне працевлаштоване населення становило 739 осіб. Основні галузі зайнятості: освіта, охорона здоров'я та соціальна допомога — 29,6 %, виробництво — 13,8 %, науковці, спеціалісти, менеджери — 10,3 %, фінанси, страхування та нерухомість — 8,1 %.